# Paradoliops humerosa
Paradoliops humerosa är en skalbaggsart som först beskrevs av Heller 1921.  Paradoliops humerosa ingår i släktet Paradoliops och familjen långhorningar.
Artens utbredningsområde är Filippinerna. Inga underarter finns listade i Catalogue of Life.